# Patis
Patis is een gemeente in de Braziliaanse deelstaat Minas Gerais. De gemeente telt 5.572 inwoners (schatting 2009).

## Aangrenzende gemeenten
De gemeente grenst aan Brasília de Minas, Japonvar, Mirabela, Montes Claros en São João da Ponte.